# Västlig silverlav
Västlig silverlav (Parmelina pastillifera) är en lavart som först beskrevs av Harm., och fick sitt nu gällande namn av Hale. Västlig silverlav ingår i släktet Parmelina och familjen Parmeliaceae.  Arten är reproducerande i Sverige. Inga underarter finns listade i Catalogue of Life.